# Peugeot 106
Peugeot 106 var en småbil som uteslutande såldes med halvkombikaross med tre eller fem dörrar. Den introducerades 1991 och föregicks av den uråldriga 104n, som dock hade levt en skuggexistens sina sista modellår och hade slutat tillverkas 1988. Storleksmässigt placerade sig modellen strax under 205-modellen, i samma klass som exempelvis Renault Clio I. Motoralternativen, som var sex till antalet, var på mellan 1,0 och 1,6 liters slagvolym. 
1996 genomgick modellen en mildare ansiktslyftning och fick dessutom ett modellderivat i koncernkollegan Citroëns Saxomodell, som delade både kaross och teknik med 106. Saxo kom också att bli en konkurrent till 106 på många europeiska marknader, men i Sverige togs denna aldrig in. 1998 fick modellen ytterligare intern konkurrens i och med introduktionen av den något större Peugeot 206. Modellerna såldes dock parallellt fram till slutet av 2003, då tillverkningen av 106 slutligen lades ned. I Sverige försvann den dock från marknaden redan 1999, på grund av ett sviktande intresse. Någon ersättare fanns inte förrän till mitten av 2005, då 107-modellen presenterades.